# Francis Severeyns
Francis "Cisse" Severeyns (Westmalle, 8 de janeiro de 1968) é um ex-futebolista profissional belga que jogava como atacante.

## Carreira
Severeyns iniciou a carreira profissional com apenas 16 anos de idade, no Royal Antwerp, onde permaneceu durante 4 temporadas e marcou 33 gols em 76 jogos. Em 1988 foi contratado pelo Pisa, levando o clube às semifinais da Copa da Itália e marcando 5 gols na competição. Jogou ainda 26 partidas pelo Campeonato Italiano, sem marcar nenhuma vez.
No KV Mechelen, onde jogou 68 partidas e marcou 21 gols, conquistou apenas um título: a Copa da Bélgica de 1991-92. Voltaria ao Royal Antwerp em 1992, porém não conquistou títulos na segunda passagem do atacante pelo clube.
Jogaria também por Tirol Innsbruck, Germinal Beerschot e KVC Westerlo antes de voltar a se destacar no Royal Cappellen, onde atuaria em 138 jogos e marcou 74 gols em 5 temporadas. Seu último clube profissional foi o KFC Sint-Lenaarts, pelo qual Severeyns disputou 25 partidas entre 2007 e 2008, com 14 gols.
Entre 2009 e 2015, atuou nas divisões amadoras do futebol belga, por Gooreind De Kempen e KV Westmalle, pelo qual atuara nas categorias de base e acumularia também o cargo de técnico, antes de se aposentar aos 47 anos.

## Carreira internacional
Estreou pela Bélgica em 1988, porém foi esquecido por Guy Thys na relação de convocados para a Copa de 1990 e também não chegou a ser lembrado por Paul Van Himst para a Copa de 1994. Pelos Diables Rouges, o atacante disputou apenas 7 jogos, com um gol marcado.